# TV Quick
 (mai 2017).
Si vous disposez d'ouvrages ou d'articles de référence ou si vous connaissez des sites web de qualité traitant du thème abordé ici, merci de compléter l'article en donnant les références utiles à sa vérifiabilité et en les liant à la section « Notes et références ».
TV Quick est un magazine hebdomadaire britannique publié par H Bauer Publishing, filiale britannique de la société allemande familiale Bauer Media Group. Il a présenté des listes télévisées hebdomadaires, allant du samedi au vendredi, et a commencé à être publié en mars 1991 à la suite de la déréglementation du marché des magazines britanniques. 

## Description
Le magazine a eu sa propre cérémonie annuelle de remise des prix, la TV Quick Awards, décernée sur la base d'un vote public par les lecteurs de TV Quick et sa publication sœur TV Choice. Les prix ont été renommés TV Choice Awards à la suite de la fermeture du titre.
La disparition du titre a suivi une baisse de 27 % en glissement annuel de 2008 à 2009 selon le Bureau de vérification des circulations. En mai 2010, Bauer a annoncé qu'elle avait commencé une période de consultation de 30 jours avec son équipe sur l'avenir du magazine, et le magazine a cessé de publier peu de temps après. Il a été suggéré que la chute des ventes était due au fait que le magazine était capturé dans un espace sans emploi entre des titres premium tels que Radio Times et TV Times et des titres budgétaires comme TV Choice et What's at TV.